# 羽佐間重彰
羽佐間 重彰（はざま しげあき、1928年（昭和3年）5月3日 - 2023年（令和5年）6月19日）は、日本の実業家。位階は従三位。ポニー、キャニオンレコード、フジテレビジョン、ニッポン放送、産業経済新聞社の社長を務めた。東京府出身。

## 来歴・人物
早稲田大学大学院文学研究科修了。志賀信夫（放送評論家）は、大学と大学院の同級生。
大映企画部、日映を経て、1958年（昭和33年）8月、ニッポン放送に入社。ディレクター・プロデューサー時代には、倉本聰が補佐を務めた。石田達郎の一番弟子的存在の編成部長として、深夜放送『オールナイトニッポン』の基本フォーマットを考案し、1967年（昭和42年）から放送を開始。その後、常務、専務を歴任した。
ポニーおよびキャニオンレコード社長を経て、1985年（昭和60年）6月、フジテレビ社長に転じるが、1988年4月、フジサンケイグループ議長で同社会長の鹿内春雄が急逝。隠居同然だった父・鹿内信隆は急ぎ、佐藤宏明を身代わりの婿養子に仕立てグループの統率を図ったが、併せて社長人事にも手を付けた。信隆はかねて、「羽佐間は春雄のやろうとすることを邪魔ばかりしている」と強い不満を持っていたこともあり、6月、羽佐間を更迭して日枝久を社長に据え、羽佐間はニッポン放送社長に回った。
1989年（平成元年）10月、信隆は宏明を世界に向けて"披露"しようとその引き立て役としてレーガン前大統領を招待する。グループ内には、新聞、テレビ、ラジオなど各社を横断する大規模な「招聘実行委員会」が設けられるが、宏明はそのヘッドに羽佐間を就けた。かつてない一大プロジェクトの責任者を任され、当人も意気に感じたに違いなく、ニッポン放送社長に転出させられ、やや気落ちしているように見えていた表情にも、持ち前の明るさが戻ったという。
1992年（平成4年）6月、産業経済新聞社社長に就く。7月21日、羽佐間を社長に迎えてから、初めての取締役会で宏明（フジテレビ、ニッポン放送代表取締役会長、グループ議長兼任）は、代表取締役会長を解任される。クーデター派は、2時から緊急社員大会を招集した。社員にはまだ馴染みのない社長の羽佐間が、さすがに興奮気味に声明文を読み上げた。「さきほど開かれた定例取締役会で、代表取締役会長、鹿内宏明氏の解任を決議しました」。集まった数百人の思いはさまざまだがどよめきが起き、ともかく盛大な拍手が続いた。羽佐間は続けて、「（解任したのは）新聞を代表するものとして不適格であると判断したからであります」「新聞倫理綱領に明記されているように、新聞事業の公共性が認められているからこそ、新聞人には独特の社会的責任が要求されております。この点について、鹿内氏は新聞の代表者として持つべき資格が欠落していた、と言わざるを得ません。本日の決議はその意味でマスコミが本来持つべき自浄作用が働いた結果と申すべきかと思います」。この声明文は、産経の中で唯一、当初からフジテレビと気脈を通じてきた専務の近藤俊一郎（のち副会長）が書いたものだった。同日の記者会見では、たださえ解任劇が珍しいことに加えて同じマスコミ企業で起きた電撃的なクーデターあることから異様な熱気を孕み、詰めかけた新聞、テレビ、雑誌記者で立錐の余地もなく埋まった。解任の理由について、記者の質問が入れ替わり立ち替わり社長の羽佐間に対して執拗に続いた。宏明の不適任の理由を説明せよと問われても「言論、報道にかかわる新聞の代表者には、私心がなく、公正な経営姿勢が厳しく求められています。その点が不適格と判断したわけで、役員一人ひとりそれぞれ受け取り方が違いますから、具体的なことについては申し上げられません」とした。
1997年（平成9年）6月、会長に退き、同年から2003年までは、フジサンケイグループ代表を担った。産経時代は、北村経夫（参議院議員）が秘書を務めている。
2023年（令和5年）6月19日、老衰のため死去した。95歳没。死没日付をもって従三位に叙された。10月5日、The Okura Tokyoで開かれたお別れの会には約900人が参列。献花して故人を偲んだ。

## 親族
羽佐間正雄・道夫は従兄弟。
中川一徳の小説では、重彰を赤穂浪士・間重治郎の子孫であるという設定にしている。
しかし、間重治郎には妻子が存在せず、間重治郎本人が切腹前に提出した『親類書』には「妻子なし」と記されたほか、『赤穂藩分限帳』（たつの市所蔵）など複数の資料では独身としている。また、妾や愛人、庶子・猶子・養子がいた記録もない。
間氏が藤原朝臣で近江国膳所を出自とし、大阪・兵庫などに分布するのに対し、羽佐間氏は田中氏庶流の橘宿禰で肥前国羽佐間が本貫地で九州を本拠としており、姓氏としては全く別族である 。従兄弟の道夫は九州生まれと述べ、自身らが「光興の子孫である直接的な証拠はない」としており、系図もない。
また、重彰の冠婚葬祭で使用された家紋は間氏の「三階松」ではない。

## 経歴
- 1945年 - 旧制麻布中学校卒業。
- 旧制富山高等学校卒業[23]。
- 1951年 - 早稲田大学第一文学部卒業
- 1953年 - 早稲田大学大学院文学研究科修了
- 1958年8月1日 - ニッポン放送に入社。入社前は大映企画部、日映に在籍。
- 1973年1月1日 - ニッポン放送常務取締役
- 1977年
  - 6月1日 - ニッポン放送専務取締役
  - 6月 - ポニー、キャニオンレコード代表取締役社長
- 1985年6月27日 - フジテレビジョン代表取締役社長
- 1988年6月30日 - ニッポン放送代表取締役社長
- 1992年6月29日 - 産業経済新聞社代表取締役社長、サンケイリビング新聞取締役
- 1997年
  - 6月17日 - 産業経済新聞社代表取締役会長
  - 7月1日 -フジサンケイグループ代表

## 映画作品
- 1985年
  - 7月13日 『Dr.スランプ アラレちゃん ほよよ!夢の都メカポリス』
  - 7月20日 『ビルマの竪琴』
  - 12月21日 『ゲゲゲの鬼太郎』
- 1986年
  - 3月15日 『ゲゲゲの鬼太郎 妖怪大戦争』
  - 7月12日 『ゲゲゲの鬼太郎 最強妖怪軍団!日本上陸!!』
  - 7月12日 『子猫物語』
  - 10月10日 『時計 Adieu l＇Hiver』
  - 12月20日 『ゲゲゲの鬼太郎 激突!!異次元妖怪の大反乱』
  - 12月20日 『ドラゴンボール 神龍の伝説』
- 1987年
  - 4月11日 『いとしのエリー』
  - 8月29日 『ハワイアン・ドリーム』
  - 7月18日 『ドラゴンボール 魔神城のねむり姫』
  - 9月26日 『竹取物語』
  - 10月24日 『光る女』
  - 11月21日 『永遠の1/2』
  - 11月21日 『私をスキーに連れてって』
- 1988年
  - 7月9日 『ドラゴンボール 摩訶不思議大冒険』
  - 7月23日 『優駿 ORACION』
- 1999年10月30日 『梟の城』

## 栄典
- 日本宣伝賞正力賞（1988年）
- 藍綬褒章（1990年）
- グアム政府名誉市民（1997年）
- イタリア共和国功労勲章グランデ・ウフィチャーレ（1999年）
- ペルー功労勲章 大十字位（2000年）
- フランス レジオンドヌール勲章（2001年）
- 旭日大綬章（2013年）[1]
- 従三位[2]